# جانی بونیشون
جانی بونیشون (انگلیسی: Gianni Bonichon; ۱۳ اکتبر ۱۹۴۴ – ۳ ژانویهٔ ۲۰۱۰) از برندگان مدال‌های بازی‌های المپیک زمستانی اهل ایتالیا بود.